# Narodowy Program Rekompensat dla Poszkodowanych na Skutek Stosowania Szczepionek
Narodowy Program Rekompensat dla Poszkodowanych na Skutek Stosowania Szczepionek – (ang. National Childhood Vaccine Injury Act – NCVIA) – akt prawny stosowany w USA od 1986 (z poprawkami w 1995) mający na celu ochronę i ewentualną rekompensatę, dla osób poszkodowanych w wyniku podania obowiązkowego szczepienia.
Autorzy aktu wyszli z przeświadczenia, że stosowanie szczepień ochronnych przynosi korzyści całemu społeczeństwu, przyczynia się do zmniejszenia śmiertelności, zmniejsza koszty opieki medycznej i leczenia, a jednostkowe przypadki chorób poszczepiennych czy nawet śmierci, powinny zostać należycie zrekompensowane, gdyż zdarzyły się niejako dla dobra ogółu społeczeństwa. Akt ten chroni również instytucje medyczne zajmujące się szczepieniami, jak i producentów szczepionek, przed ewentualnymi roszczeniami ze strony poszkodowanych, przejmując pełną odpowiedzialność za tego typu postępowanie.